# Michael Eid
Michael Eid (* 31. Dezember 1963 in Ludwigshafen am Rhein) ist ein deutscher Psychologe, Glücksforscher und Professor an der Freien Universität Berlin.

## Leben und Wirken
Eid studierte von 1983 bis 1989 Psychologie an der Universität Mannheim und der Universität Trier. Er promovierte auf dem Gebiet der Methoden und Evaluation, wofür er von der Universität Trier mit einem Dissertationspreis ausgezeichnet wurde. Nach seiner Habilitation in Trier im Jahr 1999 lehrte er zunächst als Vertretungsprofessor an der Universität Mainz und der Universität Magdeburg. Von 2001 bis 2003 folgte ein Lehrauftrag an der Universität Koblenz-Landau. Anschließend war er Professor für Methoden und Evaluation an der Universität Genf und übernahm 2006 eine Professur an der Freien Universität Berlin, wo er bis heute lehrt.
Zudem ist Eid in der Forschung tätig mit den Schwerpunkten im Bereich der personalen, situationalen und kulturellen Bedingungen des Wohlbefindens sowie der Stimmungsregulation.
Eid ist Autor und Co-Autor von mehreren Lehrbüchern sowie zahlreicher Beiträge unter anderem für Wissenschafts-Journale wie European Journal of Research Methods in the Behavioral and Social Sciences, dem Journal of Happiness Studies und dem British Journal of Mathematical and Statistical Psychology. Von 2001 bis 2003 war er Chefredakteur bei Methods of Psychological Research-Online. Er war außerdem Beisitzer der Fachgruppe Methoden und Evaluation (1998–2003) und Gründungsherausgeber von Methodology – European Journal of Research Methods in the Behavioral and Social Sciences (2004–2008).

## Auszeichnungen
- Dissertationspreis der Universität Trier[2]
- Jungwissenschaftlerpreis der Fachgruppe Methoden und Evaluation der Deutschen Gesellschaft für Psychologie[2]

## Publikationen (Auswahl)
- Modelle der Messung von Personen in Situationen. (Dissertation), Psychologie Verlags Union, Weinheim 1995, ISBN 978-3-621-27279-7
- mit Rolf Steyer, Peter Schwenkmezger, P. Notz: Der Mehrdimensionale Befindlichkeitsfragebogen. Handanweisung. Hogrefe, Göttingen 1997
- mit Rolf Steyer:  Messen und Testen (2., korrigierte Auflage; 1. Auflage: 1993). Springer, Berlin 2001, ISBN 978-3-540-67919-6
- als Hrsg. mit Ed Diener: Handbook of multimethod measurement in psychology. American Psychological Association, Washington DC 2006, ISBN 978-1591473183
- als Hrsg. mit Franz Petermann: Handbuch der Psychologischen Diagnostik. Hogrefe, Göttingen 2006, ISBN 978-3-8017-1911-1
- als Hrsg. mit Randy J. Larsen: The science of subjective well-being. Guilford, New York 2008, ISBN 978-1593855819
- mit Katharina Schmidt: Testtheorie und Testkonstruktion. Hogrefe, Göttingen 2014, ISBN 978-3-8017-2161-9
- mit Mario Gollwitzer, Manfred Schmitt: Formelsammlung Statistik und Forschungsmethoden. Beltz, Weinheim 2016, ISBN 978-3-621-28126-3
- mit Mario Gollwitzer, Manfred Schmitt: Statistik und Forschungsmethoden (5. Auflage, 1. Auflage: 2010). Beltz, Weinheim 2017, ISBN 978-3-621-28201-7
- als Hrsg. mit Michael D. Robinson: The happy mind: Cognitive contributions to well-being. Springer, Dordrecht 2017, ISBN 978-3-319-58761-5